# Phobetron
Phobetron is een geslacht van vlinders van de familie slakrupsvlinders (Limacodidae).

## Soorten
- P. dyari Barnes & Benjamin, 1926
- P. hipparchia (Cramer, 1777)
- P. pithecium (Abbot & Smith, 1797)